# Marshallomyia natalensis
Marshallomyia natalensis är en tvåvingeart som beskrevs av Fritz Isidore van Emden 1960. Marshallomyia natalensis ingår i släktet Marshallomyia och familjen parasitflugor. Inga underarter finns listade i Catalogue of Life.